# Monument aux morts de Constantine
Le monument aux morts de Constantine a été réalisé en hommage aux enfants de la ville morts durant la Première Guerre mondiale (1914-1918).
Plus de 800 soldats, musulmans, chrétiens et juifs originaires de la ville de Constantine ont vu leurs noms gravés sur des plaques en bronze.

## Historique

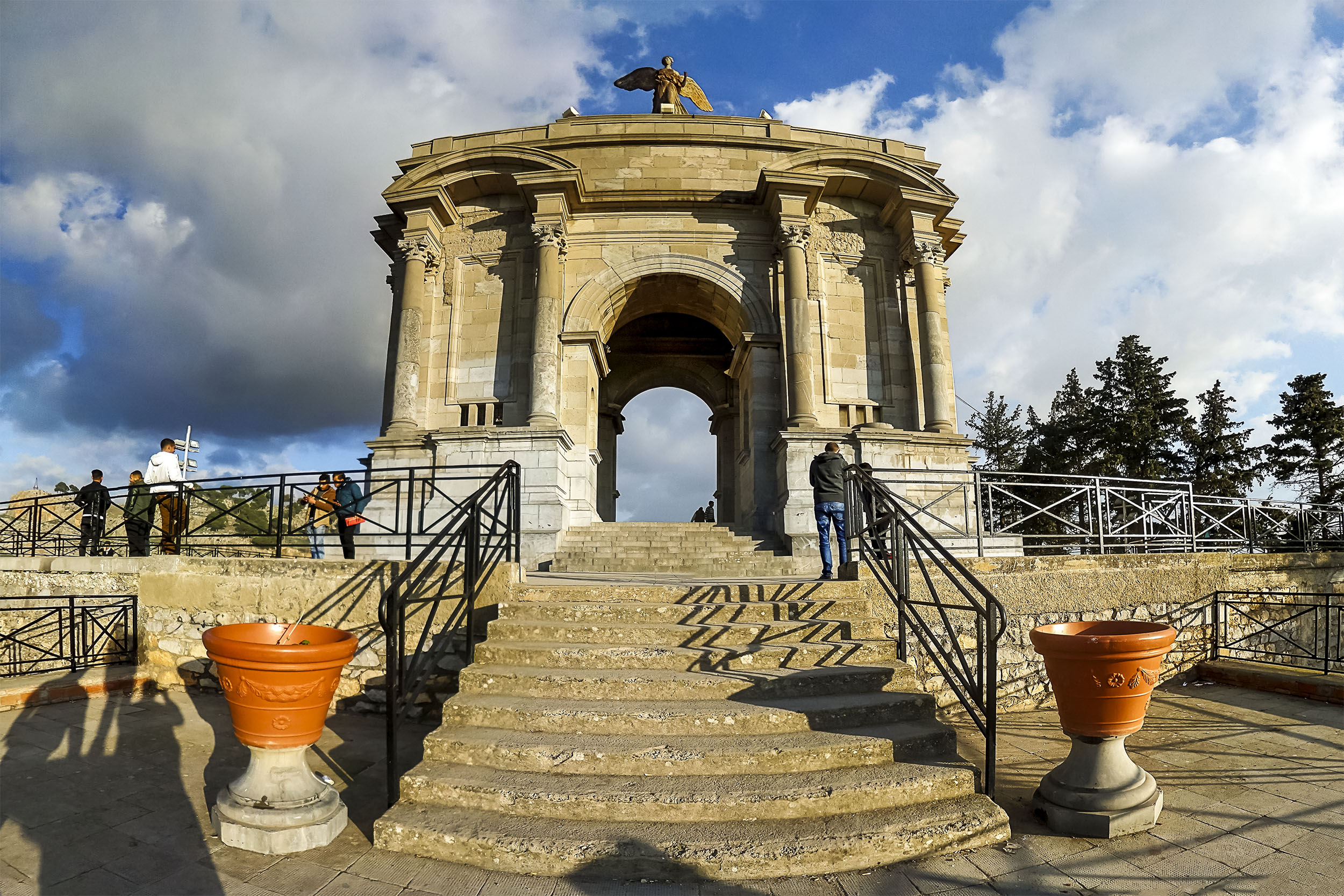
Les escaliers menant au Monument

Décidé par la Mairie de Constantine présidée à l'époque par Émile Morinaud, la conception de l'ouvrage a été confiée au cabinet d'architecture Marcel Dumoulin et Maurice de La Chapelle dont les bureaux se trouvaient rue Georges Clemenceau (actuelle rue 
Larbi Ben M'Hidi).
Construit d'après un projet de M. Rogué, architecte, la première pierre a été posée le 18 novembre 1918 et la réalisation a nécessité 12 années de travaux. Le monument est inauguré
lors du Centenaire de l'Algérie française  le 7 mai 1930 par le président de la République française, Gaston Doumergue, en présence du président du Sénat, Paul Doumer, du président de la Chambre des députés, Fernand Bouisson et du maire de Constantine, Émile Morinaud.

## Description
Érigé à plus de 695 mètres d'altitude sur une falaise bordant la rive droite du Rhummel, face au "vieux rocher" de la ville de Constantine, surplombant le pont suspendu de Sidi M'Cid, le Monument aux morts bénéficie d'un site exceptionnel.
Après avoir escaladé les 36 marches en pierre de taille, on arrive devant le monumental arc de triomphe de 21 m de haut inspiré de celui de Trajan à Timgad.
Au sommet de l'arc, la statue de la Victoire réalisée par le sculpteur Ebstein, reproduction de la statue romaine nommée La Victoire de Constantine découverte lors des fouilles effectuées dans la Casbah de la ville et conservée au musée national Cirta.
Devant le monument, au bord de la falaise, à 635 m d'altitude, une terrasse semi-circulaire qui offre une vue panoramique sur la vallée du Rhummel légendée grâce à une table d'orientation réalisée en 1936 par le Touring Club de France.

### En images

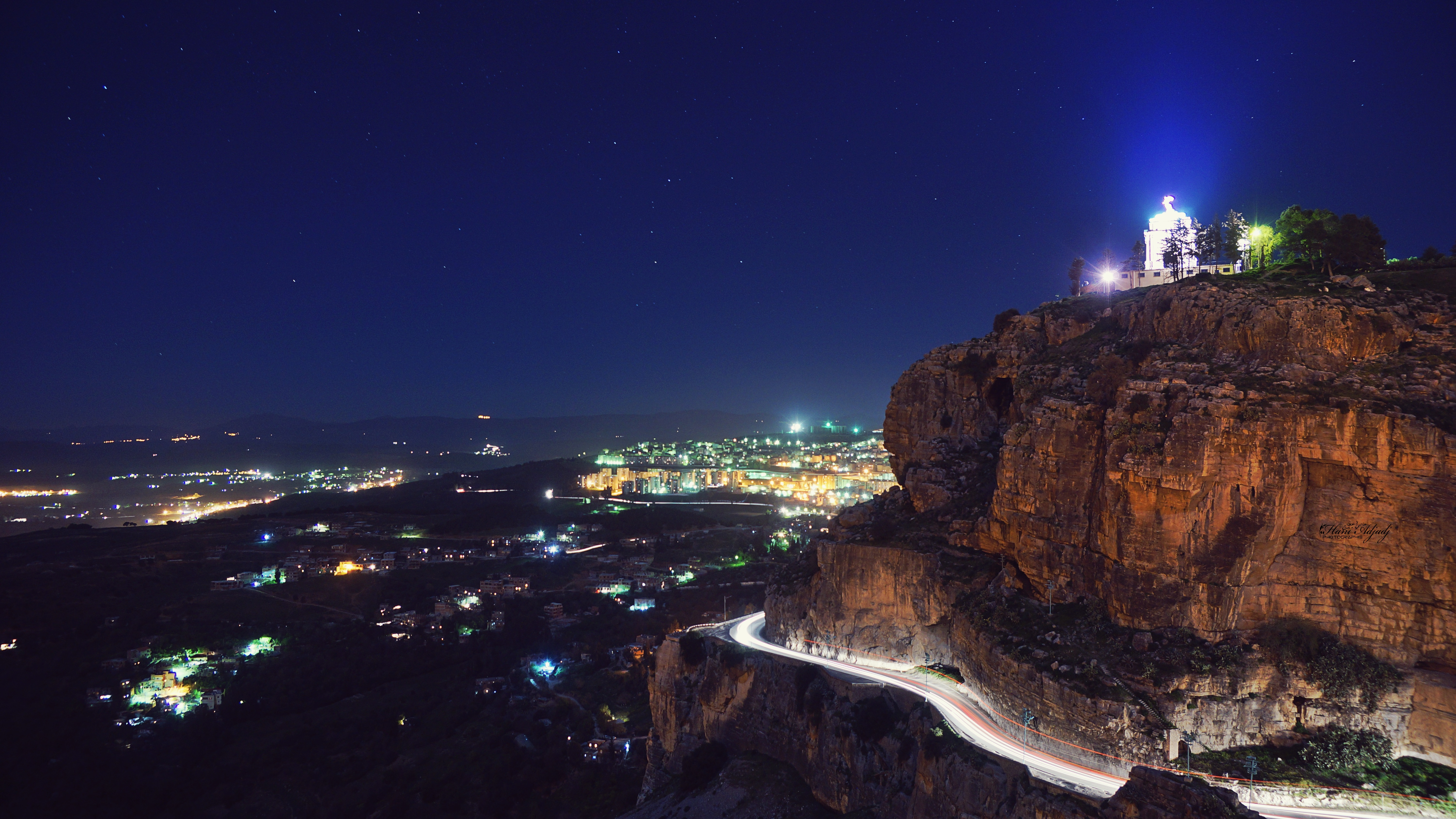
L'arc de triomphe de Constantine, illuminé surplombant la ville.
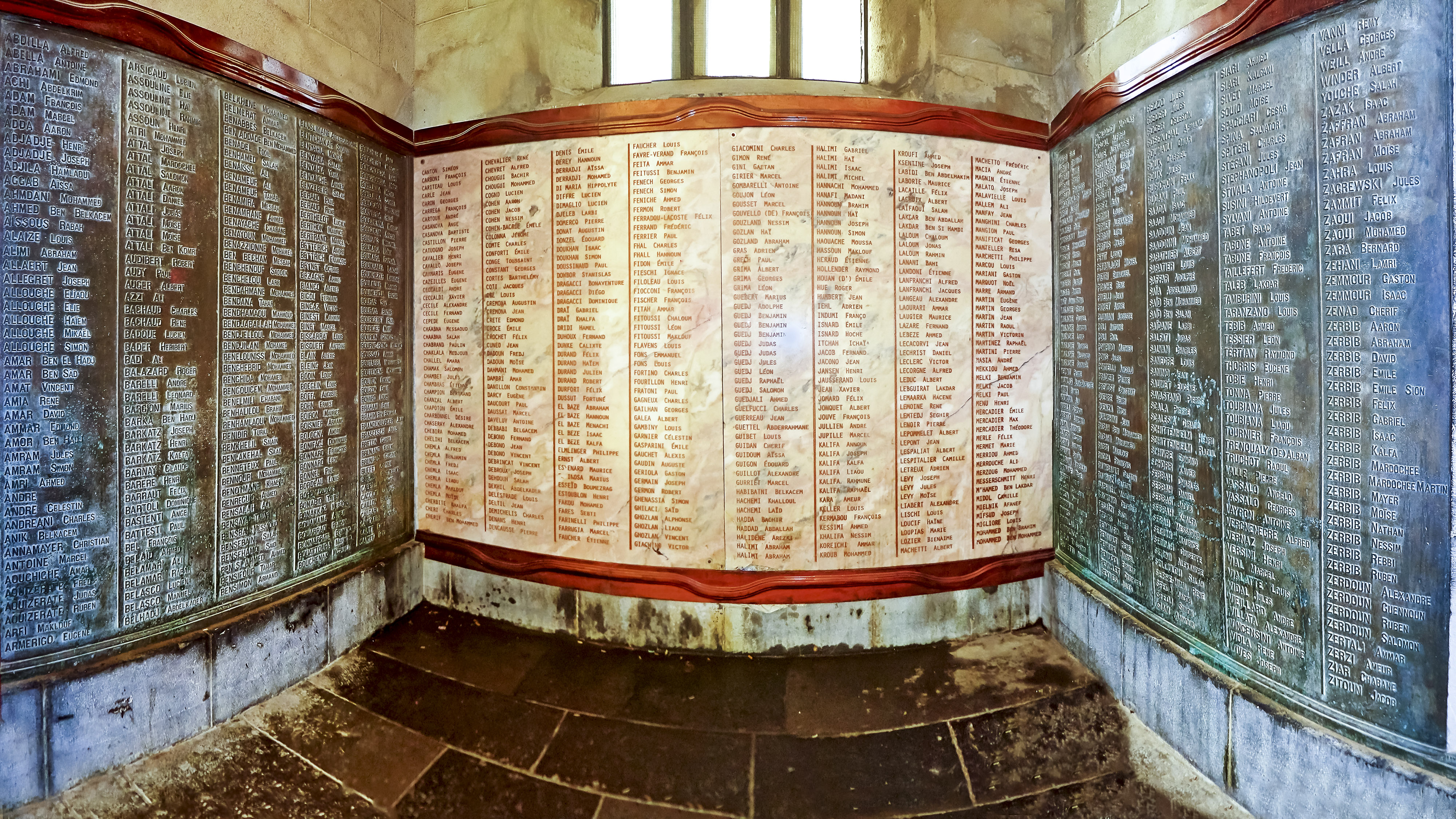
Noms sur le monument aux morts, Constantine.
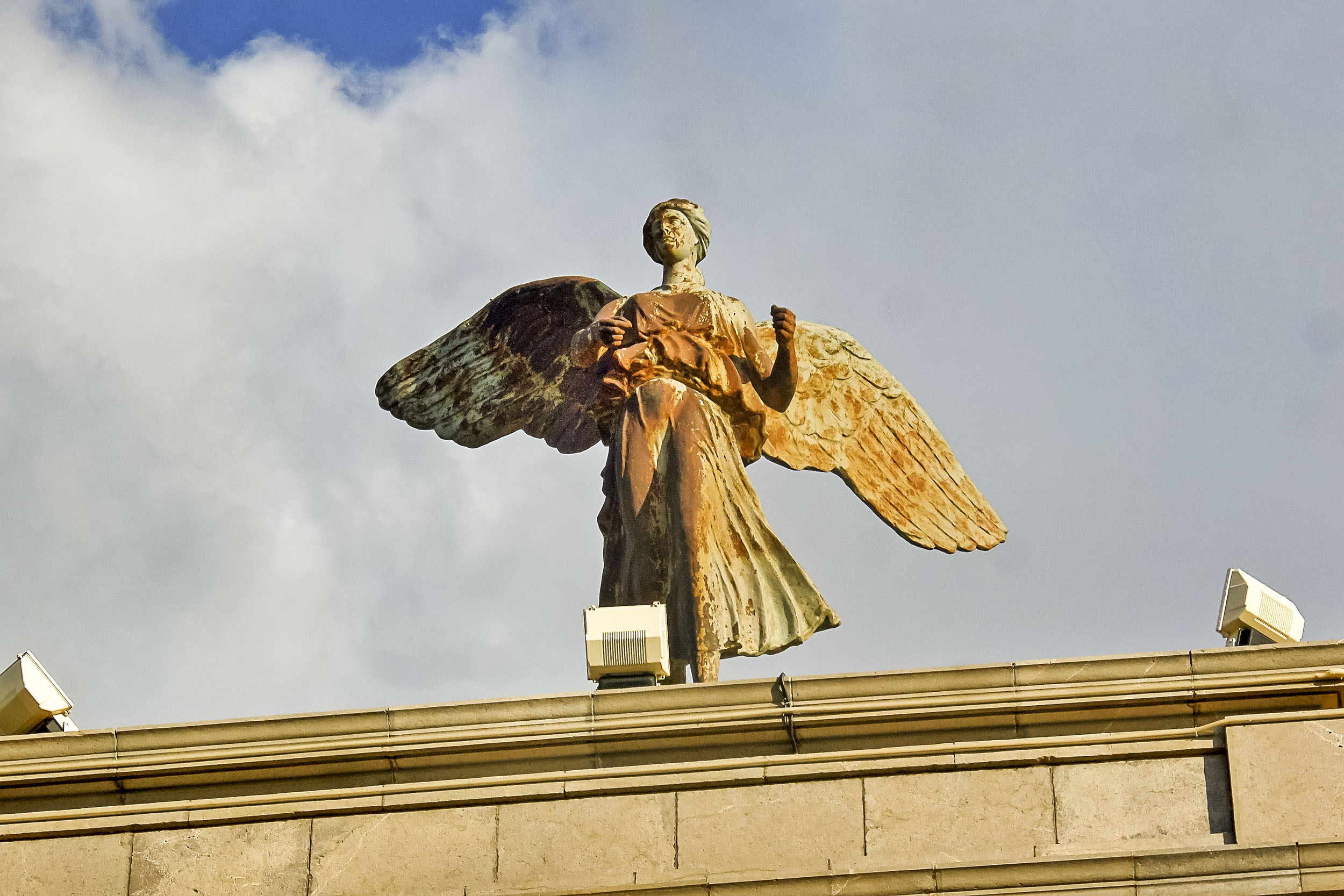
sculpture du sommet.
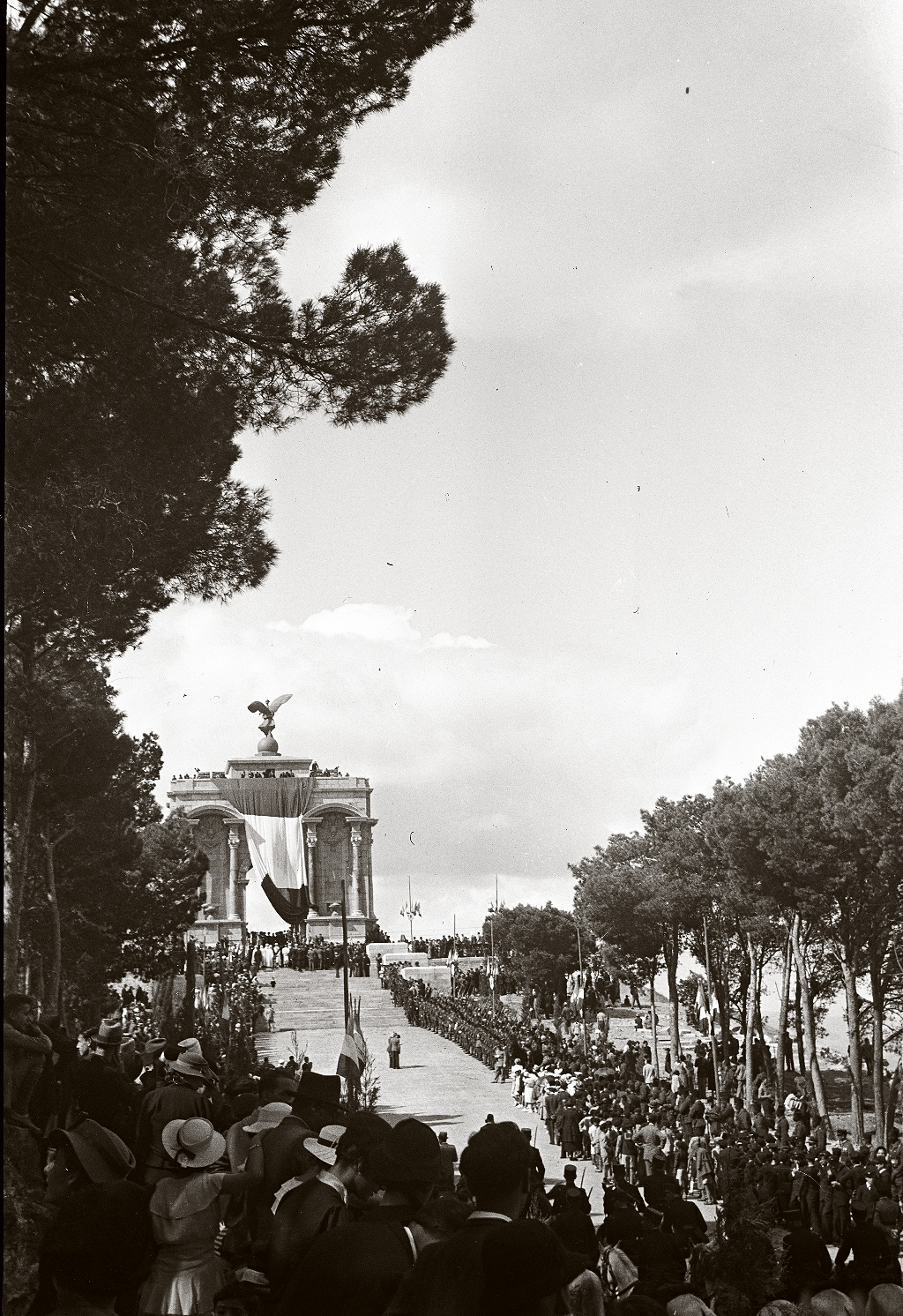
L'allée, ancienne situation.

## L'évènement
Le monument aux Morts de Constantine a abrité le 11 novembre 2015, pour la première fois en Algérie indépendante, une cérémonie de célébration du 97e anniversaire de l'Armistice du 11 novembre 1918, en présence de l'ambassadeur de France en Algérie, Bernard Emié, de l'ambassadeur d'Allemagne, Götz Lingenthal, du wali de Constantine, Hocine Ouadah et des autorités locales.